# NGC 7390
NGC 7390 је лентикуларна галаксија у сазвежђу Пегаз која се налази на NGC листи објеката дубоког неба.
Деклинација објекта је + 11° 31' 52" а ректасцензија 22h 50m 19,5s. Привидна величина (магнитуда) објекта NGC 7390 износи 14,3 а фотографска магнитуда 15,3. NGC 7390 је још познат и под ознакама MCG 2-58-20, CGCG 430-20, PGC 69837.